# Francesco Albani

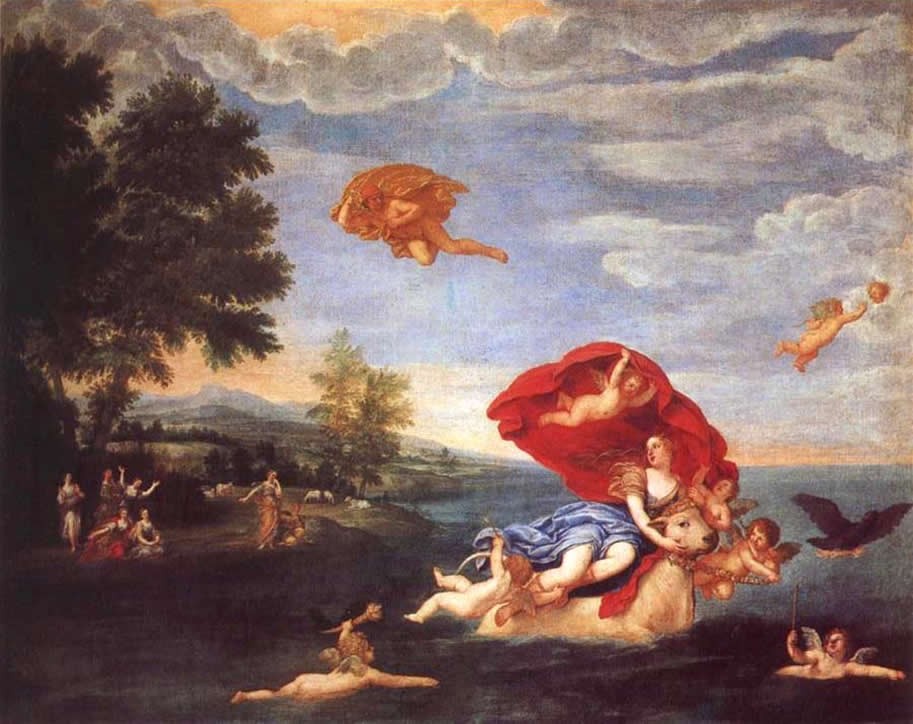
Porwanie Europy

Francesco Albani (ur. 17 sierpnia 1578 w Bolonii, zm. w październiku 1660 tamże) – włoski malarz barokowy.

## Życiorys
Albani początkowo pobierał nauki u flamandzkiego malarza, Denisa Calvaerta. W 1595 r. uczył się malarstwa u Annibale Carracciiego w Rzymie, gdzie następnie założył własną szkołę. Jego uczniami byli Giovanni Maria Galli Bibiena, Carlo Cignani, Andrea Sacchi. Na początku XVII w. otrzymał kilka zleceń artystycznych. W latach 1609–14 pomagał Guidowi Reniemu przy tworzeniu dekoracji do kościołów i pałaców. W 1616 r. powrócił do Bolonii, gdzie pozostał do śmierci (z przerwami w latach 1621-22, gdy przebywał w Mantui oraz w 1633, kiedy wyjechał do Florencji).

## Twórczość malarska
Mimo że Albani namalował wiele dzieł o tematyce religijnej, znany jest jako twórca obrazów przedstawiających sceny mitologiczne. Często malował pejzaże ze sztafażem. Zyskał uznanie dzięki tworzeniu kompozycji wyróżniających się rozświetloną kolorystyką, lekkiemu prowadzeniu linii oraz umiejętności uchwycenia pełnych ruchów postaci.
Wybrane dzieła:
- Toaleta Wenus, 1620, Galeria Borghese, Rzym
- Merkury i Apollo, 1624, Galleria Nazionale d’Arte Antica, Rzym
- Taniec cherubinów, 1630-40, Pinakoteka Brera, Mediolan
- Zwiastowanie, 1632, San Bartolomeo, Bolonia
- Porwanie Europy, 1639, Galeria Uffizi, Florencja